# Wydział Filozoficzny Uniwersytetu Lwowskiego
Wydział Filozoficzny Uniwersytetu Lwowskiego – wydział w ramach Uniwersytetu Lwowskiego we Lwowie.
Został założony w ramach Uniwersytetu Lwowskiego. W okresie II Rzeczypospolitej, po przemianowaniu uczelni na Uniwersytet Jana Kazimierza we Lwowie, w roku akademickim 1922/1923 wydział skupiał 46 katedr zwyczajnych i 11 nadzwyczajnych. W 1924 dokonano podziału struktur wydziału na dwa osobne:
- Wydział Humanistyczny, który przejął 28 katedr,
- Wydział Matematyczno-Przyrodniczy, który przejął 18 katedr.

Powyższe zmiany weszły w życie od 31 października 1924.